# Museu de les víctimes del genocidi
El Museu de les víctimes del genocidi (en lituà: Genocido aukų muziejus) es localitza a Vílnius, Lituània, va ser establert el 1992 per ordre del Ministeri de Cultura de Lituània i el President de la Unió Lituana dels Presos Polítics i Deportats. El 1997 va ser transferit al Centre de Recerca del Genocidi i Resistència de Lituània. El museu està ubicat a l'antiga seu de la KGB als voltants de la Plaça de Lukiškės, per tant és conegut informalment com el «Museu de la KGB».

## Col·leccions
El museu està dedicat a col·leccionar i exhibir els documents relatius a l'ocupació de Lituània per la Unió Soviètica durant 50 anys, la resistència lituana, les víctimes de les detencions, deportacions i les execucions que van tenir lloc durant aquest període.
L'aspecte de la resistència no violenta està representada per llibres, publicacions clandestines, documents i fotografies. La col·lecció pertanyent a la resistència armada dels Germans del Bosc –terme que va ser emprat en els Països bàltics durant la Revolució russa de 1905–, inclou documents i fotografies dels partisans. Una secció dedicada a les víctimes de les deportacions i execucions conté fotografies, documents i objectes personals, aquesta col·lecció s'expandeix contínuament per donacions del públic.